# Submers

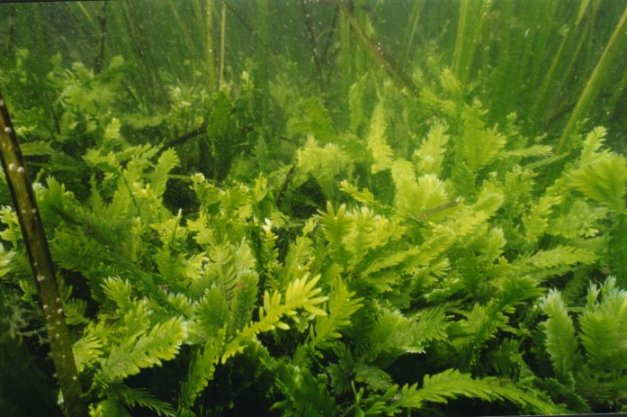
Alge Caulerpa taxifolia, eine submers lebende Wasserpflanze

Als submers (von lateinisch submersus, „abgetaucht“, „unter Wasser lebend“, zu submergere, „untertauchen“, „versinken“) bezeichnet man Lebewesen, die im Süß- oder Salzwasser ganz untergetaucht wachsen.

## Pflanzen
Ein submerses Pflanzenwachstums ist dem Wachstums von emersen Wasserpflanzen entgegengesetzt, die über die Wasseroberfläche hinauswachsen. Eine submerse Pflanze wächst gänzlich unter Wasser und kann keine Oberflächenblätter ausbilden.
Beispiele für submers wachsende Pflanzen sind Vallisnerien, Rotala und Durchwachsenes Laichkraut sowie andere Laichkrautarten.
Künstlich können weitere Wasserpflanzen submers kultiviert werden, so zahlreiche Moose wie Physcomitrella patens.

## Pilze
Beispiele für submers wachsende Pilze sind Vibrissea und einige Arten von Mollisia.

## Tiere
Etliche Larven von Insekten führen ein submerses Leben, so die südamerikanische Raupe des Bärenspinners Palustra laboulbeni. Auch Käfer können ein submerses Leben führen, so die Rüsselkäfer der Gattungen Eubrychius und Bagous. Als einziger submers lebender Doppelfüßer wurde Gonographis adisi identifiziert.
Etliche der submers lebenden Tracheenatmer erhalten ihren Atemsauerstoff über eine Plastronatmung: sie beziehen den Sauerstoff aus einem Luftfilm an ihrer Körperoberfläche, der sich aus dem Wasser regeneriert.

## Biotechnik
In der Biotechnologie werden submerse Kultivierungsverfahren in rotierenden Bioreaktoren genutzt, da viele Mikroorganismen wie Hefezellen oder auch Zellkulturen z. B. menschlicher Zellen damit das Gesamtvolumen der Bioreaktoren besser nutzen können. Außerdem können unter diesen Bedingungen bestimmte Stoffwechselwege begünstigt sein, z. B. für die Produktion des Mutterkornalkaloids Clavin.

## Technik
Der Begriff submers wird auch auf Geräte wie Unterwasserkameras angewandt.